# Iveco serie T

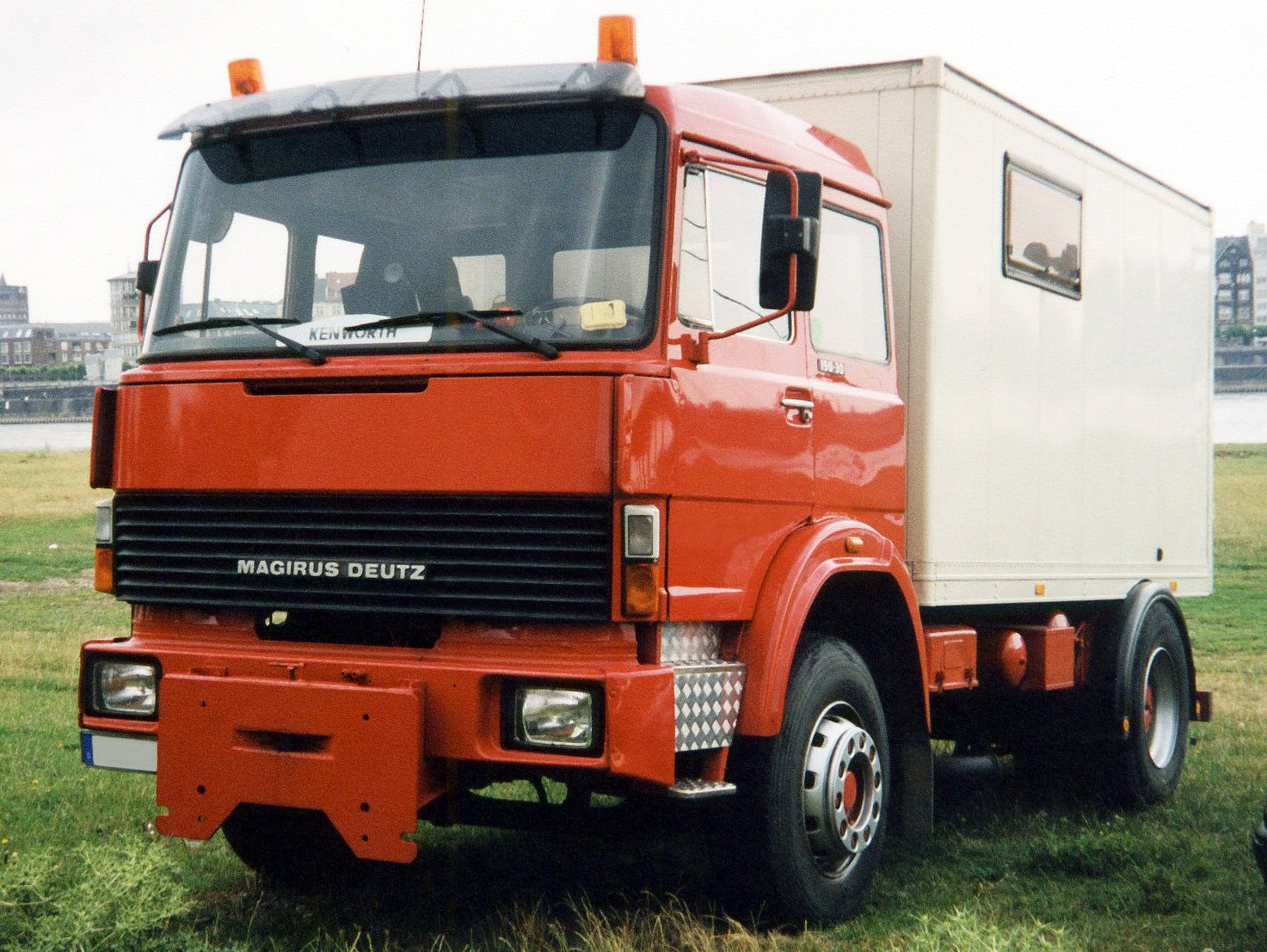
Autocarro Iveco serie T a marchio Magirus-Deutz

La Iveco serie T fu una gamma di autocarri della Iveco. Originariamente i modelli risalgono al 1975 come Fiat 170/190 successore del Fiat 619. Dal 1976 venne commercializzata come serie T.La serie T fu concepita nel periodo del Club dei quattro. La Iveco all'epoca era appena nata (1975). I veicoli prodotti erano l'insieme dei singoli costruttori del gruppo: Fiat, OM, Unic e Magirus-Deutz. La serie T fu la prima a marchio Iveco con accanto il marchio dei singoli costruttori europei del neonato gruppo. Sul mercato all'epoca vi erano i concorrenti Mercedes-Benz NG, MAN F8 e Volvo F12.
La serie T più tardi sarà sostituita da Iveco TurboTech e Iveco TurboStar.